# Leval, Nord
Leval är en kommun i departementet Nord i regionen Hauts-de-France i norra Frankrike. Kommunen ligger i kantonen Berlaimont som tillhör arrondissementet Avesnes-sur-Helpe. År 2022 hade Leval 2 483 invånare.

## Befolkningsutveckling
Antalet invånare i kommunen Leval
| Referens: INSEE |